# Morti nel 2001/Senza giorno specificato
| Questa pagina contiene informazioni ricavate automaticamente dalle voci biografiche con l'ausilio del template Bio e di un bot. L'aggiornamento è periodico e automatico e ricostruisce completamente la pagina. Se manca una persona in questa lista, sei pregato di non aggiungerla, ma accertati piuttosto che la sua voce biografica contenga il template Bio e che i dati anagrafici siano correttamente compilati. Se il template Bio manca, inseriscilo tu stesso o, in alternativa, metti l'avviso {{tmp\|Bio}} che ne segnala la mancanza. Se i dati riportati sono sbagliati, correggi direttamente la voce biografica; le modifiche saranno visibili in questa lista entro pochi giorni. Per chiarimenti vedi il progetto biografie. La lista contiene solo le 54 persone che sono citate nell'enciclopedia e per le quali è stato implementato correttamente il template Bio. Pagina aggiornata al 18 lug 2025. |

- Ausonio Alacevich, rugbista a 15 italiano (n. 1910)
- Carlo Arrighi, lunghista italiano (n. 1947)
- Gino Arrighi, matematico italiano (n. 1906)
- Ilir Belliu, poeta albanese (n. 1971)
- Mimoun Ben Ali, pugile spagnolo (n. 1935)
- Giancarlo Bolognesi, calciatore italiano (n. 1931)
- Angelo Bonfanti, pittore italiano (n. 1917)
- Carlo Bonfanti, ciclista su strada italiano (n. 1913)
- Eugenio Cannada Bartoli, giurista italiano (n. 1925)
- Vito Cardaci, politico italiano (n. 1924)
- Guglielmo Carro, scultore e pittore italiano (n. 1913)
- Pietro Carta, calciatore italiano (n. 1918)
- Heinz Cattani, bobbista svizzero (n. 1908)
- Carlo Chiappi, architetto italiano (n. 1939)
- Nuzzi Chierego, pittrice e scultrice italiana (n. 1905)
- Óscar Coll, calciatore argentino (n. 1928)
- Leonel Conde, calciatore uruguaiano (n. 1936)
- Pasquale De Antonis, fotografo italiano (n. 1908)
- Valerij Dikarev, calciatore e allenatore di calcio sovietico (n. 1939)
- Ferdinand Feller, calciatore svizzero (n. 1932)
- Giuseppe Ferrari, politico italiano (n. 1920)
- Marcella Ficca Monaco, antifascista e partigiana italiana (n. 1915)
- Balaș Fitzi, sollevatore rumeno (n. 1941)
- Philippe Fuchs, calciatore e allenatore di calcio svizzero (n. 1921)
- Masahiko Fuketa, ingegnere giapponese (n. 1913)
- Luigi Grecchi, fumettista italiano (n. 1923)
- Gu Yong-jo, pugile nordcoreano (n. 1955)
- Yūichi Higurashi, sceneggiatore giapponese (n. 1959)
- Ian Johnson, pallanuotista britannico (n. 1930)
- Vincenzo Mai, artista italiano (n. 1903)
- Kenneth McAll, psichiatra britannico (n. 1910)
- Willie Morrison, calciatore scozzese (n. 1934)
- Vito Nardiello, brigante italiano (n. 1923)
- Gheorghe Negrea, pugile rumeno (n. 1934)
- Anatolij Nitočkin, regista sovietico (n. 1932)
- Alfredo Orecchio, scrittore, giornalista e critico cinematografico italiano (n. 1915)
- Giuseppe Pende, pittore e scultore italiano (n. 1914)
- Mario Porcù, scultore italiano (n. 1917)
- Severino Radici, cestista italiano (n. 1920)
- Franco Rossi, nuotatore, schermidore e tennistavolista italiano (n. 1934)
- Igino Salvezza, politico italiano (n. 1914)
- Luis Sánchez, cestista peruviano (n. 1916)
- Tina Steiner, velocista italiana (n. 1910)
- Ion Tripșa, tiratore a segno romeno (n. 1934)
- Vladimir Trusenëv, discobolo sovietico (n. 1931)
- Zoltan Vamoş, mezzofondista e siepista rumeno (n. 1936)
- Canzio Vannini, politico italiano (n. 1920)
- Guido Vedovato, generale italiano (n. 1906)
- Bruno Vidoni, fotografo, artista e pittore italiano (n. 1930)
- Mary Vieira, scultrice brasiliana (n. 1927)
- Namik Kemal Yolga, diplomatico turco (n. 1914)
- Dino Ziglio, politico italiano (n. 1911)
- Gaspare Zinnanti, assassino seriale italiano (n. 1961)
- Tahir İsrafil oğlu İsayev, militare, partigiano e guerrigliero sovietico (n. 1922)